# Tilapia ismailiaensis
Tilapia ismailiaensis és una espècie de peix de la família dels cíclids i de l'ordre dels cipriniformes que es troba a Àfrica: Egipte.